# Gabriel-Henri Gaillard

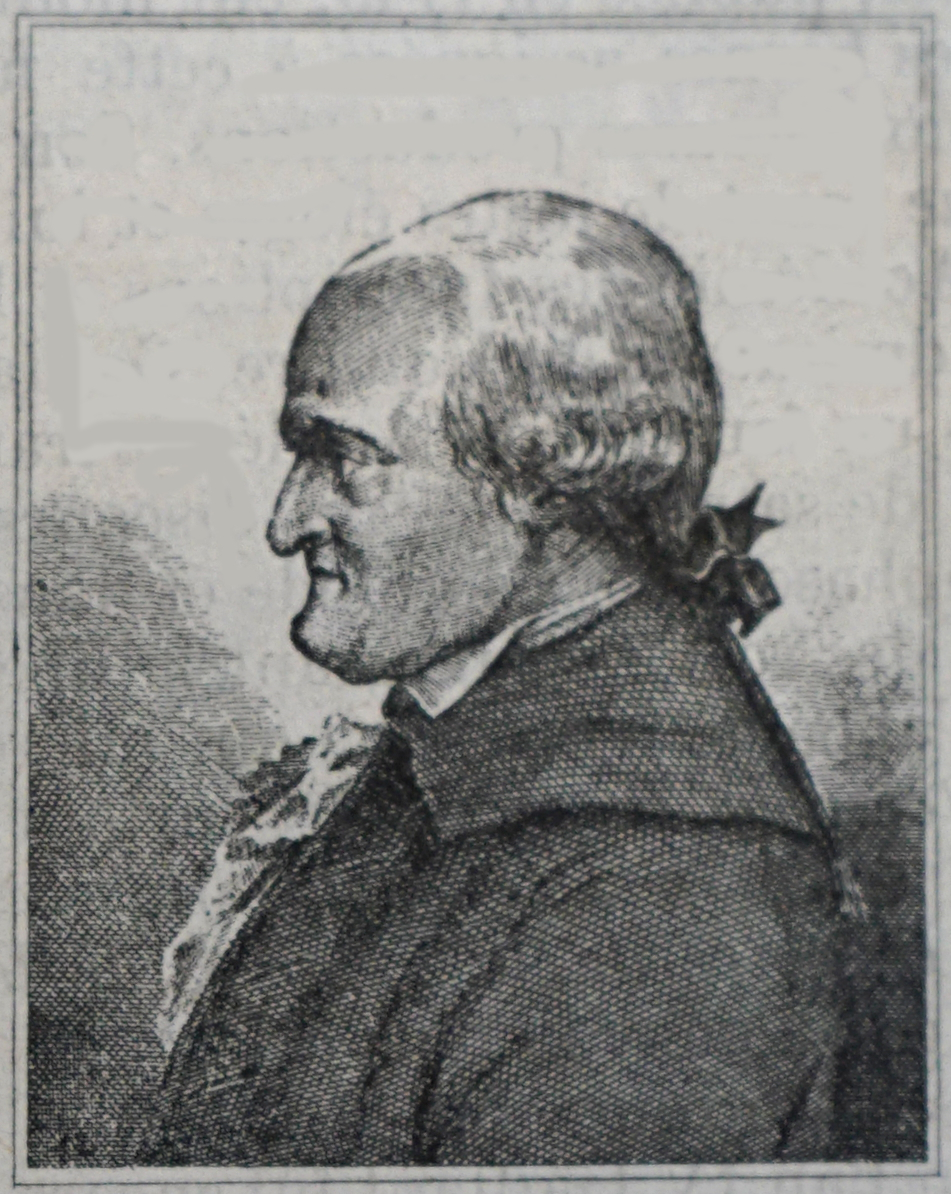
Gabriel-Henri Gaillard

Gabriel-Henri Gaillard (* 26. März 1726 in Ostel; † 13. Februar 1806 in Vineuil-Saint-Firmin) war ein französischer Historiker, Literat und Mitglied der Académie des Inscriptions et Belles-Lettres und der Académie française.

## Leben und Werk
Gaillard besuchte ein katholisches Gymnasium in Senlis, studierte Rechtswissenschaft und wurde Anwalt. Im Alter von 20 Jahren veröffentlichte er ein gesprächspädagogisches Handbuch für junge Mädchen, das dank zahlreicher Beispiele aus Texten klassischer Autoren ein Jahrhundert lang erfolgreich war. Bischof François-Firmin Trudaine (1679–1754) von Senlis verschaffte ihm Zugang zur Intelligentsia von Paris, wo er zum Freund von Malesherbes wurde. Von 1752 bis 1792 war er Redakteur am Journal des savants.
Ab 1757 machte er sich einen Namen als Historiker, der ihn 1760 in die Académie des Inscriptions et Belles-Lettres und 1771 (mit Unterstützung von Julie de Lespinasse) in die Académie française (Sitz Nr. 22) führte. Dort verzichtete er als erster in seiner Antrittsrede auf das rituelle Lob des Akademiegründers Richelieu. Er betreute den Geschichtsteil der Encyclopédie méthodique und schrieb dafür auch selbst Artikel. Von 1775 bis 1779 war er Generalsekretär der königlichen Bücherei und Druckerei.
Mit Ausbruch der Revolution, die er nicht befürwortete, zog er sich nach Vineuil-Saint-Firmin (in die Nähe von Schloss Chantilly) zurück. Ab 1796 gehörte er wieder zum Institut national, wo die Zweite Klasse der früheren Académie française entsprach. Als diese ab 1803 wieder offiziell bestand, gehörte er nicht mehr dazu (offenbar, weil er nicht nach Paris umziehen wollte; es bestand Residenzpflicht). Er starb 1806 im Alter von 79 Jahren.

## Werke

### Geschichte
- Histoire de Marie de Bourgogne, fille de Charles le Téméraire. Leclerc, Paris 1757, 1784. (über Maria von Burgund)
- Histoire de François Ier. 8 Bde. Saillant, Paris 1766–1769, 1819. (über Franz I.)
  - Geschichte Franz des Ersten, Königs von Frankreich übersetzt aus dem Französischen, Braunschweig 1767–1769, bereitgestellt von der Bibliothek der ETH Zürich
- Éloge de Charles V, roi de France, discours qui a concouru pour le prix de l’Académie françoise en 1767. Paris 1767. (über Karl V. von Frankreich)
- Éloge de Henri IV, qui a remporté le prix au jugement de l’Académie royale des belles-lettres de La Rochelle. Lacombe, Paris 1769.
- Histoire de la rivalité de la France et de l’Angleterre. 3 Bde. Paris 1771.
  - (Ausgabe vermehrt um) Histoire de la querelle de Philippe de Valois et d’Édouard III, continuée sous leurs successeurs, pour servir de suite et de seconde partie à l’Histoire de la rivalité de la France et de l’Angleterre. Supplément à l’Histoire de la rivalité de la France et de l’Angleterre, et à l’Histoire de la querelle de Philippe de Valois et d’Édouard III. 11. Bde. Paris 1771–1777, 1798, 1801, 1807, 1818.
- Histoire de Charlemagne. 4 Bde. Moutard, Paris 1782. 2 Bde. 1819.
- Vie ou éloge historique de M. de Malesherbes, suivie de la vie du premier président de Lamoignon. Paris 1805. (über Malesherbes und Guillaume Ier de Lamoignon, marquis de Basville, 1617–1677)
- Observations sur l’Histoire de France de MM. Velly, Villaret et Garnier. 4 Bde. Paris 1806. (Die Autoren der kommentierten Geschichte sind Paul François Velly, 1709–1759, Claude Villaret, 1715–1766, und Jean-Jacques Garnier.)

### Weitere Werke
- Essai de rhétorique françoise à l’usage des jeunes demoiselles, avec des exemples tirés, pour la plupart, de nos meilleurs orateurs & poëtes modernes. Le Clerc, Paris 1746. 2. Auflage u. d. T. Rhétorique françoise, 1748. (zahlreiche weitere Auflagen bis 1822)
- Poétique françoise à l’usage des dames, avec des exemples. 2 Bde. Le Clerc, Paris 1749.
- Parallèle des quatre Electres de Sophocle, d’Euripide, de M. de Crébillon & de M. de Voltaire. J. Néaulme, Den Haag 1750.
- Mélanges littéraires. Amsterdam 1756.
- La Nécessité d’aimer. Poèmes. Regnard, Paris 1762, 1764.
- Éloge de René Descartes, discours qui a remporté le prix de l’Académie françoise en 1765. Paris 1765.
- Épître aux malheureux, pièce qui a eu l’accessit du prix de l’Académie françoise en 1766, par M ***. Paris 1766.
- Les avantages de la paix, discours qui a remporté le second prix au jugement de l’Académie françoise. Paris 1767.
- Éloge de P. Corneille, qui, au jugement de l’Académie de Rouen, a remporté le prix d’éloquence. Machuel, Rouen 1768.
- Troisième éloge de La Fontaine. Discours qui a eu l’accessit à l’académie de Marseille en l’année 1774. A. Favet, Marseille 1774.
- (Hrsg.) Pierre Laurent de Belloy (1727–1775): Œuvres complètes. 6 Bde. Cussac, Paris 1787.
- Mélanges académiques, poétiques, littéraires, philologiques, critiques et historiques. 4 Bde. Paris 1806.